# Olho-de-fogo
O olho-de-fogo (Hemigrammus ocellifer) é uma espécie amazônica de peixe teleósteo, caraciforme, da família dos caracídeos. Tais peixes chegam a medir até 5 cm de comprimento, contando com corpo castanho a verde-amarelado.